# Arthur Navez

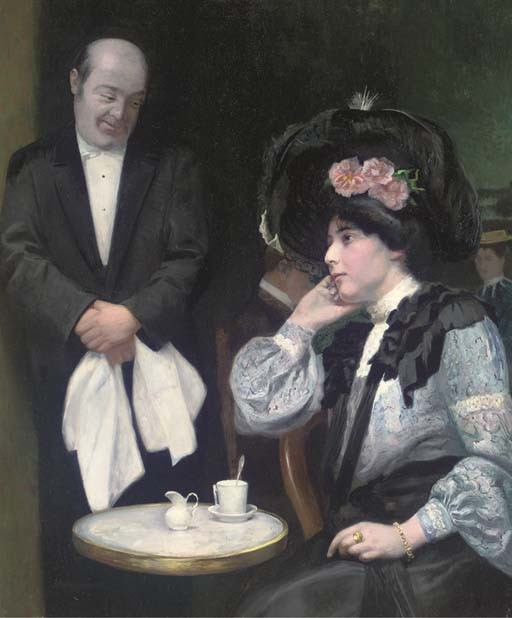
In Erwartung der
nächsten Bestellung

Arthur Navez (* 17. März 1881 in Antwerpen; † 20. Mai 1931 in Ixelles/Elsene) war ein belgischer Genre- und Stilllebenmaler.
Navez studierte an der Koninklijke Academie voor Schone Kunsten van Antwerpen und Académie royale des Beaux-Arts de Bruxelles. Von 1900 bis 1907 war er in Paris Schüler im Atelier von Jean-Léon Gérôme.
Er nahm an Ausstellungen in Brüssel teil: Salle Boute (1908), Le Sillon (1908) und Cercle Artistique (1923 und 1926).
Während seines Lebens wechselte er mehrmals den Stil seiner Malerei vom Fauvismus und Postimpressionismus bis zum präzisen Realismus.